# ライオン・キングのティモンとプンバァ
『ライオン・キングのティモンとプンバァ（原題：The Lion King's Timon & Pumbaa）』は、アメリカ合衆国の『トゥーンシティ』と『ウォルト・ディズニー・テレビジョン』で1995年9月8日から1999年10月24日まで放送されたテレビアニメである。略称は「ティモプン」。

## 概要
1994年に公開されたディズニーの長編アニメーション映画『ライオン・キング』のキャラクター、ミーアキャットのティモンとイボイノシシのプンバァが主役のスピンオフ作品。
内容は基本的に一話完結式で、ティモンとプンバァの2人が世界中を旅行し、行く先々で騒動に巻き込まれるというもの。映画とのつながりははっきりしていないが、時々「ライオン・キング」のキャラクターが登場し、稀にそのキャラクターがメインでティモンとプンバァが一切登場しない番外編も存在する。
字幕放送を実施。ティモンの声は黄色、プンバァの声は水色、その他のキャラクターの声は白で表示される。
彼らのモットーである「悩まずに生きること」を示す合言葉の「ハクナ・マタタ」は、本作ではそれ以外でも感嘆詞のように扱われている。

### 日本での放送
日本では初期のシーズン以外はアメリカでの放送から数年が経過した後の放送となっており、後期シーズンの新作放送は初期の放送から長い期間を置いた上での放送となった。
- シーズン1は1996年4月5日から10月25日にかけてテレビ東京の『ディズニー・トゥーン・タウン』枠内で放送された。この時点でアメリカで放送中だったシーズン2に属する話も一部放送されており、合計28話（S1全25話+S2計3話）を放送。1999年と2001年[1]には同枠で再放送が行われた。
- シーズン2は2002年1月29日から2月27日にかけてWOWOWの『I Love Disney』内で初放送。本放送終了後もリピート放送を実施[2][3]。
- シーズン3は2003年10月2日から2004年10月8日にかけて再びテレビ東京にて放送[4][5]。同時期にディズニー・チャンネルでも放送が開始され、テレビ東京での放送終了に先駆ける形で本放送が一通り行われた[6]。ただし、第48話のみ劇中でティモンとプンバァがカジノへ行きギャンブルを行う場面が含まれており、当時のディズニーが該当描写を問題視したことから日本では唯一放送配信が行われていない。

上記の本放送終了後はトゥーン・ディズニー（2005年12月から2009年7月）、ディズニージュニア（2011年7月以降）などでも放送。

## 登場キャラクター
※声優の表記は「（原語版）／（日本語吹替版）」

### 主人公
ティモン
声 - ネイサン・レイン→ケビン・ショーン→クイントン・フリン／三ツ矢雄二
陽気でお調子者のミーアキャット。虫が大好物で、世界中の虫を食べ歩いている（ただしカメムシは大嫌い）。魚は大の苦手だが、キャビアを虫の卵だと勘違いして賞味した事がある。
元々は大勢のミーアキャットの仲間と暮らしつつ、コロニーで裏門の警備を勤めていた。しかし、恋心を寄せていた大公の娘・タチアナに仕事を放棄して告白に行った事が、一匹のヘビにコロニーへの侵入を許してしまう。コロニー内は大混乱となり、おまけにタチアナはヘビに連れ去られてしまい、ティモンは罰としてコロニーを追放されてしまう。その後、プンバァと出会い、一緒に放浪するようになる。
『ライオン・キング』シリーズに比べ、悪い面がより強調されており、プライドが高いが小心者でせっかちで利益のためなら何でもする性格だが、友情には厚い面も持っている。プンバァとは「大大大親友」だが、体が小さいのがコンプレックスで彼よりも上に見られたいと思っている。
余計なことを言って事態を悪化させることが多く、大抵のアイデアも失敗に終わるがプンバァと協力して切り抜けている。くだらないジョークを言うのが好き。
青いスーツケースを持ち歩いており、あからさまにスーツケースのサイズより大きいものでも大概は入る。中には異常な量の雑多なもの（中には核ミサイルなどかなり物騒なものも入っている）が詰め込まれているが、一度「南極みやげの氷の塊」しか入っていなかったことがある。
子ミーアキャット協会から成人するように連絡が来たことがあり、未成年の可能性がある。プンバァのことを酷く罵倒したり見捨たりすることもあるが、最後には仲直りする。回によっては喧嘩して終わるバッドエンドの回もある。
一度、プンバァが雷に打たれて記憶喪失になった時は自分たちがこれまで旅立って来た冒険談を話して記憶を戻したものの、今度は自分が記憶を失ってしまった。
プンバァ
声 - アーニー・サベラ／小林アトム（1話〜7話Aパート、14話、15話Aパート、16話Aパート、17話、18話Bパート、20話）→畠中洋（7話Bパート〜13話、15話Bパート、16話Bパート、18話Bパート、19話、21話～85話）
呑気で大食いのイボイノシシ。ティモンと同じく虫が大好物。
元々はイボイノシシの仲間と暮らしていたが、強烈な体臭が原因で追い出されてしまう。その後、ティモンと出会い、一緒に放浪するようになる。
優しく真面目な性格のいわゆる「バカ正直」で、それ故に言わなくても良いことを言って事態を悪化させることもしばしばあるが、結果的に助かることが多い。お人好しでかなりの臆病でもあるが、怒ると怖い。陽気で食いしん坊で、少し間が抜けている（頭のコンセントが抜けているらしい）。ティモンよりも常識があり、地頭も良いが本人はティモンの方が頭が良いと思っている。一方でティモン同様見栄っ張りで後先考えず行動することもある。
ティモンとは「大大大親友」で、ティモンの事を大切に思っている。彼の体臭にはティモンも苦労している。
家族には従兄弟のミルドレッド（名前のみ登場）と、アーニーおじさん（夢の中にのみ登場）と、ボリスおじさんがいる。他の家族の事はあまり分かっていない。子イボイノシシ協会から成人するように連絡が来たことがあり、未成年の可能性がある。但し許嫁が登場した。
一度、雷に打たれて記憶喪失になったこともあったが、ティモンがこれまでの冒険談を話したことで記憶が戻るも、今度はティモンが記憶をなくしてしまい、視聴者にティモンの記憶を戻してくれと頼む。

### サブキャラクター
クイント
声 - コーリー・バートン／玄田哲章
大きな赤い鼻と顎が特徴で筋肉が自慢の人間の大男。登場する度に「我こそは○○クイント（例：クリミナル・クイント、シェフ・クイント、クイント船長など）！世界一○○（例：頭のいい）《で筋肉ムキムキの》○○（例：料理人・泥棒）とは、私の事だ！」と名乗る。ティモンとプンバァが訪れた先に現れては悪事を働いたり2人と敵対するが大抵失敗や敗北に終わる。『ティモンは勇敢な闘牛士』では、カルロス（兄）とコンシエロ（弟）という双子の兄弟として登場している。
スピーディ
声 - コーリー・バートン／梁田清之
歌が上手いカタツムリ。非常に珍しい個体らしく、行く先々で狙われてしまう。初めて出会った時にティモンとプンバァに捕まり食べられそうになったが、すぐに友人となる。「スピーディ」の名前はその際にティモンが名付けた。その正体は、世界中で大人気の「スーパーヒーローX」なのだが、秘密にしている。彼が登場する話のラストでは、ティモン達と別れた直後に鳥にさらわれ、それを2人が追いかけるというのがお約束となっている。
フレッド
声 - S・スコット・ブロック／千葉繁
ティモンの古くからの「大大親友」である金髪で赤鼻のミーアキャット。様々ないたずらを仕掛けるのが大好きだが、自分が面白ければ友達を痛め付けても構わないと考えるなど悪趣味な性格。『本当の友達はだれ？』でティモンと久々に再会してからプンバァとも仲良くなるが、「ティモンを恐がらせてやれ」という命令にプンバァが応じなかったため、腹癒せに2人を仲間割れさせようと企む。しかし、2人のどんでん返しによって、結果的に自らが仕掛けた落とし穴に落とされてしまった。その後もエイプリル・フールにティモンの母と称して女装しシャトルで月に送られるなど、ティモン・プンバァの前に現れては悪戯を仕掛けるが彼らから仕打ちを受けるという役回りとして登場する。
クマさん
声 - ジム・カミングス／郷里大輔
大柄で凶暴なクマ。度々ティモンとプンバァの前に現れる非常に恐ろしい存在ではた迷惑な人物。非常に気が短いが親切な一面も見せる。タマネギを嫌っているらしい。
原住民
声 - ジェフ・ベネット／安原義人、江原正士、荒川太朗
初登場時は「ボラボラ島」という島の原住民だったが、以降南の島が舞台になる時など頻繁に登場する。ノッポ・デブ・チビの3人組と二頭身で「ンガラ、ンガラ」と言う王様の4人（王様は登場しない時もある）。プンバァを神として崇めたり、怪物の魔力の源である金の歯を持っていたりする。実は王様が主催の「ふるさと体験ツアー」に参加した黒人であり、3人組は仕事に失敗するたび王様に杖で殴られ、嫌になって辞めてしまう（衣装を脱ぐとそれまで約四頭身だったのが突然六頭身になる）。
ハゲワシ警官
毎回2人1組で登場する警察官。厳格な警備態勢でならず者を取り締まっており、ティモンとプンバァもしばしば彼らの厄介になっている。
アーウィン
声 - チャーリー・アドラー／江原正士
ペンギン。当の本人は悪気こそないが、何かをする為に騒動を引き起こすいわゆる疫病神で、周囲の人たちは彼と会う度に散々な目に遭っている。その為、初めは仲良くし、プンバァも悪気がないから許してやろうとしたがあまりの災難続きに二人は彼を避けるようになった。

### 「ライオン・キング」のキャラクター
シンバ
声 - カム・クラーク／宮本充
『ライオンキング』の主人公でティモン、プンバァとは古くからの友達。本作では成長後の姿のみの登場。プライドランドの王に即位している。頼もしく勇敢だが、原作とは違って天然ボケな一面がある。しかし、ライオンとしての本能は本物で、どんな強敵でも雄叫びで追い払ったことがある。『地球まるかじりの旅』にはぬいぐるみが、『罠になんてかけないで』にはパネルが登場。
ザズー
声 - マイケル・ガフ／梅津秀行
アフリカのジャングルを管理しているアカハシコサイチョウ。彼が主役となることもあるが、損な目にばかり遭う。しかし、ラフィキの励ましによって立ち直り、ゴーファーを説得したことがある。
ゴーファー
声 - ジム・カミングス／辻親八
ザズーのアシスタントをしているモグラ。かなりぐうたらしていて、ザズー曰く「役に立たない駄目アシスタント」。彼の部屋はいつも散らかっている。
ラフィキ
声 - ロバート・ギローム／槐柳二
魔法の杖を所持しているが、魔法が成功する事は少ない。主役となるエピソードでは、正確には彼以外に実質的主役となるゲストキャラクターを諭す役回りであり、「寓話」という体になっている。落ち込む相手を励ます一面がある。『地球まるかじりの旅』にはぬいぐるみが登場。ティモンとプンバァに「ハクナ・マタタ」を教えたのも彼である。
シェンジ・バンザイ・エド
声 - トレス・マクニール／片岡富枝（シェンジ）、ロブ・ポールセン／樋浦勉（バンザイ）、ジム・カミングス／安原義人（エド）
「ライオン・キング」でスカーを殺害して以来、ジャングルを徘徊しているハイエナトリオ。メスのハイエナがリーダーのシェンジ、短気な性格をしているのがオスのバンザイ、いつも笑ってばかりいるのがエド。常に腹をすかせており獲物を探し回っている。狩りなどで獲物をめぐって喧嘩したりするトラブルメーカーだが、なんと言っても仲が良い。彼らが主役のエピソードもある。漫才トリオのような会話をしていて、シェンジは自分たちより強い相手に対して礼儀正しく、バレエ練習をするなど純粋な女の子っぽい一面があるお色気女王様系のツッコミ担当、バンザイはジャズが好きで歌が上手いが、ドジや振り回される側が多いコメディリーフ、エドはオモチャが大好きな子供っぽく強度のボケ担当。年齢は人間で言うと26〜28歳の不良。

### その他のキャラクター
グライド
声 - ／安原義人
ゴーグルと赤いマフラーをしたオスのムササビ。陽気に空を飛んでいた所をティモンに捕えられる。その後、彼に恋心を寄せていたパイパーと駆け落ちする。
パイパー
声 - エイプリル・ウィンチェル／小宮和枝
グライドに片思いしていた、大柄で気の強いメスのムササビ。彼とディナーを楽しむ為にティモン達に彼を捕まえさせる。その交換条件として、ティモンらが狙っていたテントウムシを捕まえる事になっていたが、グライドと相思相愛になったドサクサに行方をくらましてしまし、二人との約束をすっぽかした。『地球まるかじりの旅』にはぬいぐるみが登場。
エルトーロ
声 - コーリー・バートン／玄田哲章
スペイン一勇敢な雄牛としてその名を轟かす猛牛。クイント兄弟が野生の雄牛と間違えて捕獲したプンバァにその座を取って代わられお祓い箱にされるも、肉体改造を経て闘牛場「トロス広場」で闘牛士に変装したティモンに襲いかかる。優勢と思われたが、咄嗟にフラメンコを踊る作戦に出たティモン達にペースを崩されてしまい、形勢を逆転され敗北に終わった。
モンティ
声 - ／三ツ矢雄二
ティモンと風貌の似た色黒のミーアキャット。ティモンと絶交したプンバァと偶然出会い、新しい「大大親友」になる。一人称は「僕」。性格はティモンとは逆で、歩くのが好きで礼儀正しいが虫が大の苦手（彼曰く主食はフルーツや豆製品）。実はバンプゥの親友で、経緯は不明だが何らかの理由で別行動していたらしい。
バンプゥ
声 - ／小林アトム
プンバァと風貌の似た紺色のイボイノシシ。プンバァと絶交したティモンが出会い、新しい「大大親友」になる。性格はプンバァと異なり素っ気無い所があり、屁の話はしない。実はモンティの親友でバンプゥは久しぶりの再会を果たし、そのまま、どこかに行った。一度は喧嘩別れしたティモンとプンバァも彼らの印象が悪かった事もあって無事に仲直りした。
ラルフとエディ
声 - ロブ・ポールセン／緒方賢一（ラルフ）、リチャード・カロン／長島雄一（エディ）
来客の動物達を太らせて料理して食べる虫レストランを営業し、来店したティモンとプンバァを騙したヘビのコンビ。紫でおネエ口調で頭が禿げているのがラルフ、赤くて髪を生やしているのがエディ。ラルフは頭脳派でナルシストだが、エディは間抜けでラルフによく殴られている。最後はティモンとプンバァに仕返しでヘビ向けのレストランを演じられ騙し返され、店の扉の先の川に落下して凶暴なピラニアに追い回される羽目になった。
ジュニア
声 - ナンシー・カートライト／坂本千夏
卵から生まれたワニの子供。プンバァを刷り込みで母親だと思い、ティモンを「叔父さん」と呼ぶ。プンバァはわが子のように育てるも、振り回されたティモンが「あの子は俺たちと種類が違うから、俺たちには育てられない。あの子はあの子の親に育ててもらった方がいい」とプンバァに言っていたのを聞いてしまい、そのショックで家出する。その後、プンバァと罪悪感を抱いたティモンが探しているとメスのワニと出会い駆け落ちしていたことが判明し、それを見たティモン達は本当の親に返すことにした（ティモンの半端な知識で卵から生まれたからニワトリと勘違いされニワトリ達の下にだが）。
フロンク
スイスで大時計を管理している青年。住民はこの時計を頼りに規則正しく生活しているため時計の管理に強い使命感を抱いているが、「ハクナ・マタタ」の精神をティモンに吹き込まれた結果仕事を中断し遊びに出かけてしまい、よりによって直後大時計が壊れて止まってしまう。その後アルプスのゲレンデで出会った美女のフリーダと恋に落ちたことを探しに来たティモン達に報告するが、時計が故障した事と12時までに修理できなければ時計検査官のクロック・クイントに管理者を乗っ取られる事を知り、彼女と大時計まで向かう。修理に間に合うどころか事故で時計は全壊するが、からくり人形の代役を買って出たティモンとプンバァによってクイントの目を欺き失業を免れた。
ボリス
声 - ジム・カミングス／飯塚昭三
プンバァのおじで、ロシアのロイヤルバレエ団のトップダンサー。体色は薄緑色。趣味にキャビアのコレクションがあるがティモンにほとんど無断で食べられた。蹄が傷んできた事で引退を考えていたが、ティモンが「魚の卵」と知って気持ち悪くなり床にばらまいたキャビアと二人が部屋まで上ってきた階段に途中でばらまいた様々な旅の荷物に足を滑らせた勢いで最上階から激しく転落したことが原因で最後の公演前に大怪我を負ってしまい、プンバァを代役に抜擢する。2人の努力も虚しく公演は失敗に終わるかと思いきや、急遽舞台に現れダンスを披露し拍手喝采を浴びる。しかし、実はまだ完治していなかった為、無理が祟って体がバラバラに砕け散ってしまった。
名前しか登場しなかったミルドレッドは、彼の子の可能性がある。
テッド
声 - チャーリー・アドラー／高木渉
ティモンとプンバァを居心地の良いオアシスから追い出し、そこを占領して「テッド」という名前の者しか入れない「クラブ・テッド」を建築した、意地悪なジリス達。数名いるが全員「テッド」という名前。自分達も「テッド」という名前だと偽って入会してこようとしたティモンとプンバァを厄介払いさせるために、下記のライオンに鈴やスーツを着せてこいなど無理難題を押しつけ、ティモンとプンバァなりにそれらを上手くクリアしていたものの最後に正体がバレて叩きのめされ、二人がライオンに告げ口したことで元凶として彼らも叩きのめされた。
ライオン
声 - ロジャー・バンパス／屋良有作
残酷岩に住む凶暴なバーバリライオン。一見紳士的に見え、サンタクロースを信じている。テッド達に無理難題を押し付けられたティモンとプンバァに度々付きまとわれた為に叩きのめすが、全ての犯人がテッドだと知り、彼らを叩きのめした。巣穴は文明的な家具と設備に満たされており、二足歩行もする他シャワーを浴びるシーンでは自分のライオンの体をジッパー一つで脱いで首から下は完全に人間の男性の体であったりと、ライオンではあるが『ライオン・キング』本編のシンバ達とは大きく描写が異なりギャグ要素が多い。
ネッド
ジャングルで最も人気があるというアフリカゾウ。彼に憧れを抱いていたプンバァがティモンの協力を得てゾウのような長い鼻を手に入れるが、その外見を子分のカバ達と共に酷く嘲笑する。その後崖から転落しかけた際に伸ばした鼻を活かして救助に当たったプンバァに感謝し仲間として迎え入れるが、「イボイノシシのままでいい」と考えを改めた彼に断られる。
アール坊や
キリマンジャロに住むワシの赤ん坊。気の強い母ワシは彼をいたく溺愛しており、彼の餌を盗んだ罰としてティモンとプンバァに留守中の子守を命じる。事あるごとに巣から脱走するばかりか突然谷底へ飛び降りる場合もあり終始2人の肝を冷やす。ついにティモン達も嫌気がさして放っておいたそばから巣から谷底へ落下、タイミングも悪くそこへ帰ってきた母ワシがティモン達をアール坊やの仇と叩きのめそうとしたところに何と飛んで帰ってきた。空を飛ぶことを息子に教えてくれたお礼にとティモン達も一時アール坊やと同じように餌やりをされる歓待を受ける。
スティンキー
ロッキー山脈でその日の食べ物を探していたプンバァが見つけた、つららの中に氷漬けにされていた青いカメムシ。自身を山小屋まで連れて介抱してくれた（食べるつもりだったが）プンバァと友達になる。かつて虫仲間達とバンドを組んでいたが、悪臭を放つ体質を理由に追い出されてしまう。その後仲直りとバンド再結成を持ちかけてきた仲間達の下にプンバァの帰りを待っている間に戻るが、飢え死に寸前のティモンが直後に山小屋に帰宅、たまたま山小屋の蜘蛛の巣から手に入った虫の死骸を食べ、それが後から帰ってきたプンバァが話し出した友達になったスティンキーであったのではないかと罪悪感に囚われるあまり嘘に嘘を重ねてしまう。一方スティンキーは結局「やっぱり臭い」とバンドを追い出され、そこにクマに襲われているティモンとプンバァを偶然で助け、そのまま流れで「夕食にしていい元仲間達」を紹介する。
ヒョウ
アマゾン川でティモンとプンバァを食べようとする。中空の木に隠れ続ける2人を外で待ち構えるうちに歳月が流れ、2090年を迎えた頃には老化に伴い医者から肉食を禁じられる。しかし「食べられなくても追いかける事はできる」と同じく年老いたティモンとプンバァを車椅子のまま再び追いかけ回した。
Mr.ボタンズ
イボイノシシの伝統に基づいてプンバァをローズバッドと結婚させようと手配していた。当初はキツネザルの姿で登場したが正体は醜いイボイノシシで、プンバァが花婿に相応しくないと見做したローズバッドが結婚を中止すると主張するや正体を表し、彼女へプロポーズをし始めた。
ローズバッド
Mr.ボタンズがプンバァに花嫁として紹介したイボイノシシの女性。結婚する事によりプンバァが自由な暮らしを失うと判断したティモンは花嫁に嫌われかねない容姿や態度をプンバァに装わせるが、ローズバッドからはその全てが理想の男性像として好意を持たれてしまう。プンバァの口から本来の品格を打ち明けた際に愛想を尽かして婚約破棄した。
ゴリラママ
声 - ジム・カミングス／江原正士
ザイールの森に住むゴリラの女性。偶然赤ん坊の格好をしていたティモンとプンバァを拾い、「神様が家族がいない自分にくれた子供だ」と家で可愛がる。自らをつけ狙う密猟者コンゴ・クイントから守ってもらえると考えたティモンは彼女の母性を利用するが、罪悪感に苛まれたプンバァが真相を吐露したところ怒り狂って2人をママ友達やその子供達と共に追い回す。しかし実は密猟者ではなく「ミーアキャットとイボイノシシの写真」を収めようとしていた写真家クイントによって足止めを食らってしまう。
ウサギ
声 - チャーリー・アドラー／中尾隆聖
モハーヴェ砂漠の底なし沼に飲み込まれかけていたピンク色のウサギ。偶然通りかかったティモン達に助けられ、その恩返しをしようと彼らに付きまとうが、その厚かましい性格をティモン達に鬱陶しがられていた。
その後『ティモンは大スター？』で再登場。タレント・コンテストにマジシャンとして出場するべくティモンとプンバァをパートナーとして勧誘する。かつての恩着せがましい気質から一転、強欲且つ狡猾な性格へ変貌しており、当初パートナーに入れる予定でなかったプンバァを邪魔に感じていたため、彼らに嘘を吹き込み決別させる事で半ば強引にティモンを相方として引き入れる。コンテスト本番直前にプンバァの報復を受け、登壇を阻止されたばかりか全身の毛皮を剥ぎ取られ主役の座諸共プンバァに乗っ取られてしまった。
チータートとチーテート
ヌーを狩ろうとしていたチーターのコンビ。シェンジとバンザイとエドに狩りを阻害され、厄介払いしようとしたが失敗ばかりだが、冗談で野鴨の存在を示唆して漸く狩りにありつくも、シェンジ一行に怒られている所に本当に野鴨が現れたので、競いながら追いかけた。後にティモンとプンバァを狩ろうとしたが、「ブタ」とプンバァに対して呼び捨てした為、激怒した彼にシェンジら同様に襲われてティモンとプンバァにひどい目にあわされる羽目になった。
ダチョウ
メスのダチョウ。シェンジたちに卵を取られそうになるが、あの手この手で成敗する。卵から産まれた子供（声 - 茶風林）は母より大きい。
サイモン
声 - ／高乃麗
サーカス団の見習いサル団員。まだ未熟で落ち込むことがあるが、いつも父親に励まされている。ハイエナトリオに食べられかけるが、手品で足止めしてなんとか父親の元に帰れた。
サイモンのパパ
サーカス団の団員でサイモンの父親。寝てばかりのぶっきらぼうだが、失敗ばかりの息子のサイモンを最愛して「いつかリングのスポットライトを浴びる日が来る」と慰める。
アリクイ
ティモンが捕まえた「世界一美味しい」と言われる虫『グルメタス・ヨダレダス』を横取りした青色のアリクイ。ティモンとプンバァを口説き2人に虫捕り競争をさせるが、実際は自身が独り占めするための口実であり、彼らが苦労して捕まえた大量の虫を食べ尽くしてしまう。その結果、怒り狂ったティモンらにロードローラーで轢き潰され、食べた虫を全て吐き出させられた。飲み込んだ虫の総数を即時に数える特技を持つ。
オオハシのダン
鳥籠の牢屋に拘禁されていた犯罪者。嘘が上手くティモンを幾度となく騙しては脱獄させており、ハゲワシ警官らの怒りを買う。
大公
声 - ／緒方賢一
ミーアキャットのコロニーを統括する大公。裏門警備に当たっていたティモンの職務放棄により娘をヘビに攫われてしまい、コロニー追放を言い渡す。
タチアナ
大公の娘。コロニーに侵入した一匹の大蛇に誘拐されてしまうが、その後ティモンとプンバァの活躍により救出される。
シャーラ
プンバァの彼女。ティモンとプンバァはイボイノシシのコロニーにやって来て、シャーラたちが邪悪なホロホロ鳥をすべて追い払うのを手伝う。
アーニー
プンバァのおじ。虫を捕まえられず苦悩していたプンバァの夢の中に雲の姿で現れ、彼に助言を与える。吹き替え版ではオネエ言葉を使う。

## 主題歌
ハクナ・マタタ（テレビ版）
歌 - ティモン（三ツ矢雄二）、プンバァ（小林アトム）（畠中洋）
映画版とは歌詞が一部異なる。

## エピソード

### シーズン1（1995）
| No. | エピソードタイトル                   | 原題                            | 放送日         |
| --- | ------------------------------------ | ------------------------------- | -------------- |
| 1   | プンバァはボラボラ島の神様           | Boara Boara                     | 1995年9月8日   |
| 1   | 世界一おいしいテントウ虫を食べる方法 | Saskatchewan Catch              | 1995年9月8日   |
| 2   | モンティとバンプゥ？                 | Kenya Be My Friend?             | 1995年9月15日  |
| 2   | 小さなノビの願い                     | Good Mousekeeping               | 1995年9月15日  |
| 3   | プンバァのフロリダ子育て大騒動       | Never Everglades                | 1995年9月22日  |
| 3   | カモは誰?                            | Cooked Goose                    | 1995年9月22日  |
| 4   | コスタリカでお宝騒動                 | How To Beat the High Costa Rica | 1995年9月29日  |
| 4   | スイスでハクナマタタ                 | Swiss Missed                    | 1995年9月29日  |
| 5   | 象になりたいプンバァ                 | Uganda Be An Elephant           | 1995年10月6日  |
| 5   | キリマンジャロ子育て騒動             | To Kilimanjaro Bird             | 1995年10月6日  |
| 6   | フレンチ・カタツムリ                 | French Friend                   | 1995年10月13日 |
| 6   | 朝ごはんはサーカス・モンキー？       | Big Top Breakfast               | 1995年10月13日 |
| 7   | ティモンは勇敢な闘牛士               | The Pain in Spain               | 1995年11月3日  |
| 7   | ペンギンは災いのもと                 | Frantic Atlantic                | 1995年11月3日  |
| 8   | 本当の友達はだれ？                   | Tanzania Zany                   | 1995年11月10日 |
| 8   | お宝はなあに？                       | Guatemala Malarkey              | 1995年11月10日 |
| 9   | オーストラリアのオバケ虫             | Back Out in the Outback         | 1995年11月17日 |
| 9   | 罠になんてかけないで                 | Gabon with the Wind             | 1995年11月17日 |
| 10  | 天国に行きたくないティモン           | Timon's Time Togo               | 1995年11月24日 |
| 10  | 掟は守らなきゃ                       | Law of the Jungle               | 1995年11月24日 |
| 11  | 魔法のクジラ                         | Be More Pacific                 | 1995年12月1日  |
| 11  | やっぱり正直が一番！                 | Going Uruguay                   | 1995年12月1日  |
| 12  | ヨセミテでカンカン！                 | Yosemite Remedy                 | 1995年12月22日 |
| 12  | 友情はおしまい？                     | The Sky is Calling              | 1995年12月22日 |
| 13  | キツツキと対決                       | Mozam-Beaked                    | 1995年12月29日 |
| 13  | カタツムリの災難                     | Ocean Commotion                 | 1995年12月29日 |
| 14  | ブラジルレストランは食べ放題         | Brazil Nuts                     | 1995年9月16日  |
| 14  | 食べすぎにご用心                     | South Sea Sick                  | 1995年9月16日  |
| 15  | ユーコンの黄金は誰のもの？           | Yukon Con                       | 1995年9月23日  |
| 15  | くしゃみは強い味方                   | Doubt of Africa                 | 1995年9月23日  |
| 16  | ロシアのおじさん                     | Russia Hour                     | 1995年9月30日  |
| 16  | ガーナの休日                         | You Ghana Join the Club         | 1995年9月30日  |
| 17  | カメムシはプンバァの友達             | Rocky Mountain Lie              | 1995年10月7日  |
| 17  | ごちそうはティモンとプンバァ？       | Amazon Quiver                   | 1995年10月7日  |
| 18  | プンバァが結婚？                     | Madagascar About You            | 1995年10月14日 |
| 18  | ザイールのゴリラママ                 | Truth Or Zaire                  | 1995年10月14日 |
| 19  | ウサギの恩返し                       | Mojave Deserted                 | 1995年10月21日 |
| 19  | これこそ美女と野獣？                 | Beauty and the Wildebeest       | 1995年10月21日 |
| 20  | 迷子のパンダ                         | Don't Break the China           | 1995年10月28日 |
| 20  | ハイエナのタマゴ騒動                 | Can't Take A Yolk               | 1995年10月28日 |
| 21  | 迷信もほどほどに                     | Unlucky in Lesotho              | 1995年11月4日  |
| 21  | フィキに弟子入り                     | Rafiki's Apprentice             | 1995年11月4日  |
| 22  | ティモンのママがやってきた           | Mombasa-In-Law                  | 1995年11月11日 |
| 22  | ハイエナのTVでディナー               | TV Dinner                       | 1995年11月11日 |
| 23  | マンハッタンは無人島？               | Manhattan Mishap                | 1995年11月25日 |
| 23  | パラグアイで虫取り合戦               | Paraguay Parable                | 1995年11月25日 |
| 24  | ティモンとプンバァ、絶滅の危機？     | Let's Serengeti Out of Here     | 1995年12月9日  |
| 24  | シンバに食べられちゃう               | Congo on Like This              | 1995年12月9日  |
| 25  | ルイジアナでハクナマタタ             | Okay Bayou?                     | 1995年12月16日 |
| 25  | 猛獣はつらいよ                       | Shake Your Djibouti             | 1995年12月16日 |

### シーズン2（1996）
| No. | エピソードタイトル                       | 原題                                    | 放送日         |
| --- | ---------------------------------------- | --------------------------------------- | -------------- |
| 26  | パーム・ビーチでお昼寝騒動               | Palm Beached                            | 1996年9月2日   |
| 26  | 吸血鬼なんてこわくない                   | Jamaica Mistake?                        | 1996年9月2日   |
| 27  | マクタ・ハマカ                           | Oregon Astray                           | 1996年9月9日   |
| 27  | ニューギニアで物々交換                   | New Guinea Pig                          | 1996年9月9日   |
| 28  | カナダでスッカラカン                     | Klondike Con                            | 1996年9月16日  |
| 28  | 秘密を知りたい                           | Isle Find Out                           | 1996年9月16日  |
| 29  | おとぎの国のティモンとプンバァ           | Wide Awake in Wonderland                | 1996年9月23日  |
| 29  | ひとつ足りない！                         | Zazu's Off-By-One-Day                   | 1996年9月23日  |
| 30  | ティモンは大スター？                     | Africa-Dabra!                           | 1996年9月30日  |
| 30  | オオハシのダンをつかまえろ               | I Don't Bolivia                         | 1996年9月30日  |
| 31  | チョウ救出大作戦                         | Catch Me If You Kenya                   | 1996年10月7日  |
| 31  | 臭いのはどっち？                         | Scent of the South                      | 1996年10月7日  |
| 32  | UFOに誘拐されたプンバァ                  | Forbidden Pumbaa                        | 1996年10月14日 |
| 32  | ティモンとプンバァの虫退治               | Washington Applesause                   | 1996年10月14日 |
| 33  | 生き残りトレーニング合宿                 | I Think I Canada                        | 1996年10月21日 |
| 33  | ザズーの休暇                             | Zazu's Off Day Off                      | 1996年10月21日 |
| 34  | プンバァはおたずね者？                   | Timon on the Range                      | 1996年10月28日 |
| 34  | ティモンは大スター？スーパー・ヒーロー？ | The Man from J.U.N.G.L.E.               | 1996年10月28日 |
| 35  | 安全第一、火の用心                       | Maine-iacs                              | 1996年11月4日  |
| 35  | 大大大親友の日                           | Fiji-Fi-Fo-Fum                          | 1996年11月4日  |
| 36  | ティモンの昔話                           | Once Upon a Timon                       | 1996年11月11日 |
| 37  | イボイノシシを救え                       | Home Is Where the Hog Is                | 1996年11月18日 |
| 38  | ティモンとプンバァのファンタジア         | Beethoven's Wniff, Bumble in the Jungle | 1996年11月25日 |
| 38  | 国境はキビしい？                         | Mind Over Matterhorn                    | 1996年11月25日 |
| 39  | 大人になりたい！                         | Isle of Manhood                         | 1996年9月14日  |
| 39  | 子ギツネを守れ！                         | Puttin' on the Brits                    | 1996年9月14日  |
| 40  | 呪いをかけないで                         | Beetle Romania                          | 1996年9月21日  |
| 40  | 仲直りの方法は？                         | Rumble in the Jungle                    | 1996年9月21日  |
| 41  | ブタさんコンテスト                       | Animal Barn                             | 1996年9月28日  |
| 41  | かしこいゴキブリ                         | Roach Hotel                             | 1996年9月28日  |
| 42  | ペンギンから逃げろ！                     | Shopping Mauled                         | 1996年10月5日  |
| 42  | 図書館の本の虫                           | Library Brouhaha                        | 1996年10月5日  |
| 43  | 元の姿に戻して！                         | Monster Massachusetts                   | 1996年10月12日 |
| 43  | カリブの海賊                             | Handle with Caribbean                   | 1996年10月12日 |
| 44  | ティモンとプンバァの大脱走               | Alcatraz Mataz                          | 1996年10月19日 |
| 44  | 火山の神の怒り                           | Oahu Wahoo                              | 1996年10月19日 |
| 45  | ビーストの前歯                           | Beast of Eden                           | 1996年10月26日 |
| 45  | 虫がとれないプンバァ                     | Sense & Senegambia                      | 1996年10月26日 |
| 46  | コロシアムで対決？                       | Rome Alone                              | 1996年11月9日  |
| 46  | 手ごわいビーバー                         | Amusement Bark                          | 1996年11月9日  |

### シーズン3（1999）
第48話は日本未放送。
| No. | エピソードタイトル               | 原題                                       | 放送日        |
| --- | -------------------------------- | ------------------------------------------ | ------------- |
| 47  | プロ・ゴルファーもラクじゃない？ | Whiff                                      | 1999年1月1日  |
| 47  | ミツバチ王国はハクナマタタ！     | To Be Bee or Not To Be Bee                 | 1999年1月1日  |
| 48  | ---                              | Luck Be a Meerkat                          | 1996年1月8日  |
| 48  | ---                              | Just When You Thought You'd Cuisine It All | 1996年1月8日  |
| 49  | レモネード戦争                   | Lemondade Stand Off                        | 1996年1月15日 |
| 49  | ジャングル・オリンピック         | Big Jungle Game                            | 1996年1月15日 |
| 50  | お花配達します！                 | Boo Hoo Bouquet                            | 1996年1月22日 |
| 50  | ティモン作家になる！             | Timon Alone                                | 1996年1月22日 |
| 51  | 相撲はチームワークが大事!?       | So Sumo Me                                 | 1996年1月29日 |
| 51  | 芸術は爆笑だ！                   | Now Museum, Now You Don't                  | 1996年1月29日 |
| 52  | エチケットの国でこんにちは       | Visiting Pig-nitaries                      | 1996年2月5日  |
| 52  | どっちがお気に入り？             | The Truth about Kats and Hogs              | 1996年2月5日  |
| 53  | 脱走大作戦                       | Escape From Newark                         | 1996年2月12日 |
| 53  | 俺たちベスト親友賞               | Truth Be Told                              | 1996年2月12日 |
| 54  | プンバァレスラーになる           | Throw Your Hog in the Ring                 | 1996年2月19日 |
| 54  | 命がけのスキー教室               | Slalom Problem                             | 1996年2月19日 |
| 55  | 顔で笑って心で泣いて             | Circus Jerks                               | 1996年2月26日 |
| 55  | かわいい鳥にはトゲがある!?       | Nest Best Thing                            | 1996年2月26日 |
| 56  | プンバァ ヒーローに変身!?        | Super Hog-O                                | 1996年3月5日  |
| 56  | ラスベガスでアニマル・ショー     | Don't Have the Vegas Idea                  | 1996年3月5日  |
| 57  | おカラいのはお好き？             | Hot Enough for Ya?                         | 1996年3月12日 |
| 57  | 夜の街にはご用心                 | Werehog of London                          | 1996年3月12日 |
| 58  | お友だちは大切に                 | Bigfoot, Little Brain                      | 1996年3月19日 |
| 58  | 火星へ行こう！                   | Astro-nots                                 | 1996年3月19日 |
| 59  | ティモンロビンフッドになる       | Robin Hood Winked                          | 1996年3月26日 |
| 59  | バナナで決闘!?                   | Serengeti Western                          | 1996年3月26日 |
| 60  | ペットになろう！                 | All Pets Are Off                           | 1996年4月2日  |
| 60  | プンバァはおじいさん             | Boary Glory Days                           | 1996年4月2日  |
| 61  | 動物園に入りたい                 | Two For the Zoo                            | 1996年4月9日  |
| 61  | クイント様の剣                   | The Swine in the Stone                     | 1996年4月9日  |
| 62  | もしも宝くじが当たったら         | You May Have Already Won Six Million Bakra | 1996年4月16日 |
| 62  | 隕石が友だち                     | My Meteor, My Friend                       | 1996年4月16日 |
| 63  | あこがれの農場生活               | Jungle Slickers                            | 1996年4月23日 |
| 63  | アパートではお静かに             | Don't Wake the Neighbear                   | 1996年4月23日 |
| 64  | 口は災いのもと                   | Recipe for Disaster                        | 1996年4月30日 |
| 64  | 船長になりたい！                 | Going Over-Boar'd                          | 1996年4月30日 |
| 65  | 大学生になりたい！               | My Beleagured                              | 1996年5月7日  |
| 65  | ミュージカルを作ろう！           | Broadway Bound & Gagged                    | 1996年5月7日  |
| 66  | プンバァ・ライダー               | Steel Hog                                  | 1996年5月14日 |
| 66  | 男たちのルール                   | Dealer's Chioce Cut                        | 1996年5月14日 |
| 67  | 最強の宇宙戦士                   | Space Ham                                  | 1996年5月21日 |
| 67  | クイズ命がけ                     | You Bet Your Tuhkus                        | 1996年5月21日 |
| 68  | ザ・ボディ・ガード               | No-Good Samaritan                          | 1996年5月28日 |
| 68  | ミイラの呪い                     | Living in De Nile                          | 1996年5月28日 |
| 69  | ジャングル版「戦争と平和」       | One Tough Bug                              | 1996年6月4日  |
| 69  | 海賊ティモンとプンバァ           | Pirates of Pumbzance                       | 1996年6月4日  |
| 70  | 美女プンバァ                     | Miss Perfect                               | 1996年6月11日 |
| 70  | ふたりは大学教授!?               | Hakuna Matata U.                           | 1996年6月11日 |
| 71  | 天才プンバァ誕生                 | Pig-Malion                                 | 1996年6月18日 |
| 71  | いんちきサファリ                 | Why No Rhino                               | 1996年6月18日 |
| 72  | 戦場にかけるムシ!?               | War Hogs                                   | 1996年6月25日 |
| 72  | 伝説のポークスワニー             | The Big No Sleep                           | 1996年6月25日 |
| 73  | 誘惑の香り「プンバァ」           | Common Scents                              | 1996年7月2日  |
| 73  | 竜巻を追え！                     | Mister Twister                             | 1996年7月2日  |
| 74  | いい子ちゃん大作戦               | Don't Be Elfish                            | 1996年7月9日  |
| 74  | ティモンは映画スター             | Lights, Camera, Traction                   | 1996年7月9日  |
| 75  | スペインでお祭り騒ぎ             | The Running of The Bullies                 | 1996年7月16日 |
| 75  | 性格改造計画                     | Special Defects                            | 1996年7月16日 |
| 76  | 願い事にはご用心                 | Wishy Washy                                | 1996年7月23日 |
| 76  | 夢のスケーターワルツ             | Ice Escapades                              | 1996年7月23日 |
| 77  | 哲人プンバァ                     | Guru-Some                                  | 1996年7月30日 |
| 77  | うれしくない再会                 | Jailhouse Shock                            | 1996年7月30日 |
| 78  | 残された24時間                   | Nearly Departed                            | 1996年8月6日  |
| 78  | 早起き鳥ティモン                 | Early Bird Watchers                        | 1996年8月6日  |
| 79  | スパイより愛をこめて             | The Spy's the Limit                        | 1996年8月13日 |
| 79  | 火消しのクマさん                 | Ready, Aim, Fire                           | 1996年8月13日 |
| 80  | ティモキオ                       | Timoncchio                                 | 1996年8月20日 |
| 80  | おばけハンター                   | Ghost Boosters                             | 1996年8月20日 |
| 81  | 恋するクマさん                   | Stay Away From My Honey!                   | 1996年8月27日 |
| 81  | 子育てはつらいヨ                 | Sitting Pretty Awful                       | 1996年8月27日 |
| 82  | 自信回復ゲーム                   | He's a Bad, Bad, Bad Sport                 | 1996年9月3日  |
| 82  | もどってくるクマさん             | Dapper Duck Burgers                        | 1996年9月3日  |
| 83  | 理由なき・・・クマさん           | It Runs Good                               | 1996年9月10日 |
| 83  | 天使と悪魔の空中対決             | Hot Air Buffoons                           | 1996年9月10日 |
| 84  | ティモン恋に落ちて・・・         | Timon in Love                              | 1996年9月17日 |
| 84  | 少林寺ハクナマタタ拳             | Kahuna Potato                              | 1996年9月17日 |
| 85  | クローンティモンあらわる         | Mook Island                                | 1996年9月24日 |
| 85  | さよなら大大大親友               | Cliphangers                                | 1996年9月24日 |

## スタッフ
英語版
- エグゼクティブ・プロデューサー - テッド・アナスティ、パスティ・キャメロン（シーズン3のみ）
- プロデューサー - ボブス・ギャンナウェイ、トニー・クレイグ（シーズン1、シーズン2）、クリス・バートルマン、ブライアー・ピーター（シーズン3）
- 映像編集 - ジョン・ロイヤー
- 製作 - ウォルト・ディズニー・テレビジョン・アニメーション

日本語版
- 翻訳/訳詞：佐藤恵子、太田てるみ、大川直美
- 演出：木村絵理子、向山宏志
- 音楽演出：深澤茂行
- 録音制作：東北新社
- 日本語版制作：ディズニー・キャラクター・ボイス・インターナショナル

## 同じスタッフとキャラクターのアニメーション
- ライオン・キング2 シンバズ・プライド
- ライオン・キング3 ハクナ・マタタ - 同じ主人公